# 홍천경
홍천경(1553~1632)은 조선 중기의 문신이자 임진왜란 당시 조선군 장수의 한 사람이다. 본관은 풍산(豊山)이며, 자는 군옥(群玉)이고 호는 반항당(盤恒堂)이다. 아버지는 홍응복이다. 기대승(奇大升)·이이(李珥)·고경명(高敬命)의 문하에서 배워 유학에 조예가 깊고, 충의의 정신이 강하였다. 임진왜란 중 김천일(金千鎰)의 진중으로 나가 군량의 수집, 수송 등의 임무를 담당하였다. 1597년 정유재란 때에는 도원수 권율(權慄)의 휘하에서 문서를 관장하고, 의병모집의 격문을 작성하였다. 
월정서원(月井書院)에 제향되었다.

## 같이 보기
- 이이
- 고경명
- 기대승
- 권율
- 임진왜란